# Daryl Homer
Daryl Homer (Saint Thomas, Islas Vírgenes, 16 de julio de 1990) es un deportista estadounidense que compite en esgrima, especialista en la modalidad de sable.
Participó en tres Juegos Olímpicos de Verano, obteniendo una medalla de plata en Río de Janeiro 2016, en la prueba individual, el sexto lugar en Londres 2012 (individual) y el octavo en Tokio 2020 (por equipos).
Ganó una medalla de plata en el Campeonato Mundial de Esgrima de 2015.

## Palmarés internacional
| Juegos Olímpicos   | Juegos Olímpicos        | Juegos Olímpicos | Juegos Olímpicos |
| Año                | Lugar                   | Medalla          | Prueba           |
| ------------------ | ----------------------- | ---------------- | ---------------- |
| 2016               | Río de Janeiro (Brasil) | Medalla de plata | Sable individual |
| Campeonato Mundial |                         |                  |                  |
| Año                | Lugar                   | Medalla          | Prueba           |
| 2015               | Moscú (Rusia)           | Medalla de plata | Sable individual |